# Ekomorfos
Ekomorfos, den formförändring en växt genomgår som en reaktion på olika omgivningsfaktorer. Dessa förändringar är inte ärftliga. De yttre faktorer som kan påverka en växt till sådana förändringar är ståndortsfaktorer som ljus och fuktighet; motsvarande morfoser kallas fotomorfos resp. hydromorfos. Fotomorfoser kan iakttas hos de individer av en art som står i direkt dagsljus i jämförelse med samma arts individer i skugga; de förra blir mer kompakta i växtsättet än de senare; skuggexemplar blir ofta gängliga.